# Gloria Foster
Gloria Foster (Chicago, 15 de noviembre de 1933-El Bronx, 29 de septiembre de 2001) fue una actriz estadounidense, reconocida por sus trabajos en teatro en Broadway, incluyendo sus aclamados papeles en In White America y Having Our Say, ganando tres premios Obie durante su extensa carrera.
En el cine es recordada por representar al oráculo en The Matrix (1999) y The Matrix Reloaded (2003), su última película.  Gloria Foster también caracterizó a la madre de Yusef Bell en la miniserie The Atlanta Child Murders de 1985.
Estuvo casada con el actor Clarence Williams III en 1967. Se conocieron en el programa de televisión The Mod Squad. Ambos actuaron en la película The Cool World en 1964. Se divorciaron en 1984. 
Gloria falleció el 29 de septiembre de 2001, a la edad de 67 años, por complicaciones relacionadas con la diabetes. Su muerte fue anunciada por el propio Clarence Williams. Sus restos yacen en la ciudad de Nueva York.

## Filmografía

### Película
- The Cool World (1964)
- Nothing But a Man (1964)
- The Comedians (1967)
- The Angel Levine (1970)
- Man and Boy (1972)
- Leonard Part 6 (1987)
- City of Hope (1991)
- The Matrix (1999)
- The Matrix Reloaded (2003)

### Televisión
- The Bill Cosby Show
- I Spy (1968)
- To All My Friends on Shore (1972)
- Top Secret (1978)
- The Files on Jill Hatch (1983)
- The House of Dies Drear (1984)
- The Atlanta Child Murders (1985)
- The Cosby Show (1987)
- Separate but Equal (1991)
- Law & Order (1992)
- Percy & Thunder (1993)